# Pevely, Missouri
Pevely, Missouri (енгл. Pevely) град је у америчкој савезној држави Мисури.

## Демографија
По попису из 2010. године број становника је 5.484, што је 1.716 (45,5%) становника више него 2000. године.
| Група             | 2000.         | 2010.         |
| Белци             | 3.595 (95,4%) | 5.220 (95,2%) |
| Афроамериканци    | 60 (1,6%)     | 56 (1,0%)     |
| Азијати           | 17 (0,5%)     | 18 (0,3%)     |
| Хиспаноамериканци | 35 (0,9%)     | 66 (1,2%)     |
| Укупно            | 3.768         | 5.484         |